# Aeroportul Cairns
Aeroportul Cairns (IATA: CNS, ICAO: YBCS) este un aeroport din Queensland, Australia ce deservește zona Cairns. Aeroportul a fost tranzitat în 2022 de 3.807.889 de pasageri. A fost deschis în 1936 și numit după zona deservită.
Situat la o altitudine de 3 m, aeroportul dispune de 1 pistă.

## Infrastructură

### Piste
Aeroportul dispune de o singură pistă. Pista 15/33 are suprafața de asfalt și dimensiunile 3.196 m × 45 m. 